# Abd el-Ouahed ben Messaoud
Abd el-Ouahed ben Messaoud (in arabo عبد الواحد بن مسعود‎?; Marocco, 1558 – ...) è stato un diplomatico e ambasciatore marocchino, segretario del sovrano marocchino Ahmad al-Mansur e ambasciatore presso la corte di Elisabetta I d'Inghilterra nel 1600. Il suo incarico vertette nello stabilimento dell'Alleanza anglo-marocchina.